# Rusko-turski rat (1787. – 1792.)
Rusko-turski rat (1787. – 1792.)  bio je neuspješan pokušaj Osmanskog Carstva da vrati teritorije izgubljene u prijašnjem Rusko-turskom ratu (1768. – 1774.). Ovaj sukob odvijao se istovremeno s Habsburško-turskim ratom 1788. – 1791. godine. 
Trijumfalni mimohod  1786., koji je napravila ruska carica Katarina II. u netom pripojenom Krimu u društvu svog saveznika austrijskog cara, Josipa II., bili su kap koja je prelila čašu. Javnost u Istanbulu tražila je rat, smatrajući da je time prekršen mirovni ugovor iz Kučuk-Kajnardžija. Podgrijanoj ratnoj atmosferi doprinijeli su i britanski i francuski veleposlanici, dajući bezuvjetnu podršku strankama naklonjenim ratu u Rusiji. 
Rat je 1788. objavio ruski veleposlanik u Istanbulu Jakov Bulgakov (zbog toga je bačen u tamnicu). Turci su u rat ušli nedovoljno pripremljeni i nesvjesni činjenice da su Austrija i Rusija postali saveznici, a toga su postali svjesni tek kad se rat razbuktao. U početku rata Osmansko Carstvo uspjelo je odbaciti natrag Austrijanace iz Mehadia (Rumunjska) i vratiti Banat (1789.), ali je gubilo u Moldaviji, gdje je ruski feldmaršal Rumjancev zauzeo utvrde Jaši i Hotin. Nakon duge zimske opsade pao je i grad Očakov u ruke kneza Potemkina. Ova vijest je toliko utjecala na sultana da je zbog toga umro.
Turski zapovjednici su bili nesposobni, a vojska nedisciplinirana, tako da su napadi na moldavske utvrde i teritorije Bender i Izmail propali. Na drugoj strani Austrijanci su uspjeli zauzeti Beograd. A neosvojivu tvrđavu Izmail zauzeo je Rus Suvorov iznenadnim napadom pješaštva i topništva. Ušakov je potapao turske brodove u bitkama kod Fidonisija, Tendre, tjesnaca Kerč i rta Kaliakra. Padom grada Anape u ruke Ivana Gudoviča završena je serija turskih vojnih poraza.
Mladi sultan Selim III. je silno htio vratiti ugled zemlje, i nužno mu je trebala neka pobjeda prije donošenja mira, ali njegova vojska pokopala je ovu nadu. Zbog toga je 31. siječnja 1790. potpisao s Prukom ugovor o obrani, ali ni to mu nije pomoglo u ratu.
Nakon toga potpisan je ugovor iz Jašija s Rusijom 9. siječnja 1792., po kojem je Rusija 1783. anektirala Krim, Jedisan, Hačibeg i Očakov, a rijeka Dnjestar postala je granica između Rusije i Osmanskog Carstva u Europi. Status rijeke Kuban na azijskoj granici ostao je nepromijenjen.

## Unutarnje poveznice
- Povijest Rusije
- Povijest Ukrajine
- Kubanski kozaci
- Povijest Turske